# Gyo - Odore di morte
Gyo - Odore di morte (ギョ うごめく不気味?, Gyo ugomeku bukimi), talvolta noto con il titolo internazionale Gyo: Tokyo Fish Attack o più semplicemente Gyo (ギョ?), è un manga seinen scritto e disegnato da Junji Itō e serializzato sulla rivista settimanale Big Comic Spirits di Shōgakukan dal 12 novembre 2001 al 15 aprile 2002. I capitoli sono stati raccolti in 2 volumi tankōbon pubblicati dal 28 febbraio al 30 maggio 2002. In Italia la serie è stata pubblicata da Star Comics il 24 ottobre 2018 in un volume unico.
Il manga è stato successivamente trasposto in animazione in un singolo OAV diretto da Takayuki Hirao e pubblicato il 15 febbraio 2012. Il character design è curato da Takuro Takahashi mentre la colonna sonora è composta da Gō Shiina.
La storia ruota attorno a una coppia di fidanzati, Tadashi e Kaori, mentre lottano per la sopravvivenza contro una misteriosa orda di pesci non morti con gambe di metallo alimentati da un odore noto come l"l'odore di morte".

## Trama
La storia parla di strani ed aggressivi pesci dotati di gambe che affiorano in superficie dal mare giapponese e invadono le strade cittadine; questi pesci mostruosi sono stati infettati da un letale virus, che può essere trasmesso agli esseri umani. Tadashi e la sua ragazza Kaori si ritrovano intrappolati, l'uno distante dall'altra, a fronteggiare un destino peggiore della morte. Lei è in vacanza ad Okinawa con le amiche, mentre lui è rimasto a Tokyo, ma Kaori farà di tutto per tornare a casa e ricongiungersi col suo amato.

## Media

### Manga

#### Pubblicazione
Il manga, scritto e disegnato da Junji Itō, è stato serializzato dal 12 novembre 2001 al 15 aprile 2002 sulla rivista settimanale Big Comic Spirits edita da Shōgakukan. I capitoli sono stati raccolti in 2 volumi tankōbon pubblicati da 28 febbraio al 30 maggio 2002.
La serie è stata distribuita negli Stati Uniti e Canada da Viz Media che l'ha pubblicata da settembre 2003 a marzo 2004. In seguito lo stesso editore ha ripubblicato la serie con nuove copertine da ottobre 2007 a gennaio 2008.
In Italia il manga è stato pubblicato da Star Comics nella collana Umami il 24 ottobre 2018 in un volume unico.

#### Ispirazione
Junji Itō si è ispirato al film Lo squalo di Steven Spielberg affermando che "Ha catturato magistralmente l'essenza della paura sotto forma di uno squalo mangiatore di uomini. Ho pensato che sarebbe stato ancora più grandioso catturare quella paura in uno squalo mangiatore di uomini che va sia sulla terraferma che in mare".

#### Volumi
| Nº Ja | Nº It | Data di prima pubblicazione | Data di prima pubblicazione | Data di prima pubblicazione | Data di prima pubblicazione |
| Nº Ja | Nº It | Giapponese | Giapponese                  | Italiano                    | Italiano                    |
| ----- | ----- | --- | --------------------------- | --------------------------- | --------------------------- |
| 1     | 1     | 28 febbraio 2002 | ISBN 4-09-186081-8          | 24 ottobre 2018             | ISBN 978-88-226-1042-3      |
| 1     | 1     | Capitoli - 1. (南海の死臭?, Nankai no shishū) - 2. (浮遊する死臭?, Fuyū suru shishū) - 3. (恐ろしい上陸?, Osoroshī jōriku) - 4. (ホオジロザメ侵入?, Hōjirozame shin'nyū) - 5. (飛来?, Hirai) - 6. (しのびよる死臭?, Shinobiyoru shishū) - 7. (遺言?, Yuigon) - 8. (感染?, Kansen) - 9. (死臭来襲1?, Shishū raishū ichi) - 10. (死臭来襲2?, Shishū raishū ni) |                             |                             |                             |
| 2     | 1     | 30 maggio 2002 | ISBN 4-09-186082-6          | 24 ottobre 2018             | ISBN 978-88-226-1042-3      |
| 2     | 1     | Capitoli - 11. (青白い華織?, Aojiroi Kaori) - 12. (死臭の発明?, Shishū no hatsumei) - 13. (後継者たち?, Kōkei-sha-tachi) - 14. (まとわりつく死臭?, Matowaritsuku shishū) - 15. (死臭サーカス団（1）?, Shishū sākasu-dan (ichi)) - 16. (死臭サーカス団（2）?, Shishū sākasu-dan (ni)) - 17. (第二研究室の死臭?, Dai ni kenkyūshitsu no shishū) - 18. (死臭空襲?, Shishū kūshū) - 19. (死臭の時代?, Shishū no jidai) - Bonus 1. (大黒柱悲話?, Daikokubashira hiwa) - Bonus 2. (阿弥殻断層の怪?, Amigara dansō no kai) |                             |                             |                             |

### OAV
Un adattamento OAV è stato prodotto da Ufotable e diretto da Takayuki Hirao. Il character design è curato da Takuro Takahashi mentre la colonna sonora è composta da Gō Shiina. Originariamente concepito per una durata di 30 minuti, nel corso della produzione è stato scelto di estenderne la durata effettiva a 75 minuti. Inoltre la sua uscita era inizialmente prevista per il 14 dicembre 2011, ma in seguito è stata posticipata al 15 febbraio 2012.
Il distributore Terracotta ha proiettato l'OAV al Prince Charles Cinema di Londra dal 12 al 15 aprile 2012 come parte del Terracotta Far East Film Festival. Terracotta lo ha in seguito distribuito in DVD il 3 settembre 2012. Entrambe le versioni DVD e Blu-ray sono uscite anche in Australia nel marzo 2013 edite da Hanabee ed esclusivamente in DVD in Nord America il 9 luglio 2013 da Aniplex of America. In Italia è inedito.

## Accoglienza
In Francia Gyo è stato nominato al 37º Festival international de la bande dessinée d'Angoulême. Katherine Dacey di Mangacritic.com ha posizionato il manga al primo posto nella sua lista dei manga spettrali preferiti.
Recensendo il primo volume, Carl Kimlinger di Anime News Network ha elogiato i disegni e la bizzarra relazione che Tadashi e Kaori condividono. Josephine Fortune di Mania gli ha dato una A; elogiando i disegni, in particolare il dettaglio degli sfondi. Fortune ha anche elogiato il ritmo della storia, anche se ha trovato che la trama si contraddica più avanti nel volume. Ken Haley di PopCultureShock gli ha dato una B+ elogiando i momenti stupidi che il manga aveva e come somigliassero a quelli di una storia d'azione/horror normalmente vista al cinema. Michael Aronson di Manga Life gli ha dato una A, facendo eco a elogi simili riguardo alla storia affermando: "Al diavolo i buchi di logica e il concetto assurdo, questa è comunque una lettura assolutamente avvincente che sicuramente ti stringerà lo stomaco un paio di volte". McElhatton di Read About Comics ha affermato che l'abilità artistica di Itō impedisce alla storia di diventare "stupida".
Trattando il secondo volume, Kimlinger ha continuato a elogiare la storia sostenendo: "Questo volume finale potrebbe essere uno dei libri più genuinamente nauseanti che abbiano mai rovinato uno scaffale". Fortune gli ha dato nuovamente una B+, elogiando i disegni e il ritmo della storia, anche se ha trovato che quest'ultima avesse dei buchi nella sua logica e che ai lettori che amano finali concreti e definitivi poteva non piacere il suo epilogo. Aronson ha anche trovato nei problemi nella storia, ma nonostante ciò ha affermato: "È ancora uno splendido pezzo di tessuto cicatrizzato che sembra un esperimento raffinato più che una pubblicazione profondamente ponderata".